# Maurice Longbottom
Maurice Longbottom (✰ local desconhecido, 1916; ✝ local desconhecido, 1945) foi um aviador britânico, que ajudou no desenvolvimento do reconhecimento aéreo e foi o responsável pelo primeiro lançamento bem sucedido da bomba ricocheteadora em 13 de Maio de 1943, durante a Segunda Guerra Mundial.